# Il magistrato
Il magistrato è un film del 1959 diretto da Luigi Zampa.

## Trama
Il giovane magistrato Andrea Morandi è stato da poco trasferito a Genova quando gli affidano la sua prima inchiesta, relativa all'aggressione subìta nel porto da un dirigente della compagnia dei lavoratori portuali, ricoverato in gravi condizioni in ospedale.
Morandi, per il suo soggiorno in città, prende alloggio presso la famiglia Bonelli, composta dal padre, Luigi, dalla moglie Emilia e dai due figli Luciano e Carla. Tale sistemazione contribuisce alle condizioni economiche non certo floride della famiglia, che sono frutto di tensioni tra i due coniugi, dato che Emilia rimprovera a Luigi la sua scarsa ambizione negli affari. Come se non bastasse, Luigi viene licenziato dalla società assicuratrice per cui lavora.
L'inchiesta sulla aggressione fa emergere la responsabilità di Orlando, un disoccupato che non accetta di dover pagare una tangente per poter essere assunto, come invece hanno già fatto molti suoi colleghi. Egli tenta di fornire un alibi, che però cade di fronte alla testimonianza di una donna proprietaria di un bar, e così viene arrestato. Il magistrato è commosso dal racconto di Maria, la fidanzata di Orlando, sulle condizioni di estremo bisogno in cui la coppia si trova. Cerca quindi di convincere i colleghi dell'accusato ad ammettere il pagamento delle tangenti, in modo da alleggerire la posizione dell'accusato, ma gli uomini, impauriti, negano. Dopo qualche tempo la vittima di aggressione muore e l'accusa si aggrava.
Mentre Luciano Bonelli si dedica al suo lavoro di giornalista, sua sorella, la diciassettenne Carla, viene spinta dalla madre, frustrata dalla modesta condizione economica del marito, ad accettare la corte del giovane Pierino Lucchi, rampollo di una delle più facoltose famiglie della città, con la quale spera di potersi imparentare. Ma la ragazza si invaghisce del magistrato Morandi, con cui tenta, inutilmente, degli approcci.
La famiglia Lucchi interviene per bloccare ogni contatto tra Carla ed il figlio Pierino, promettendo a Luigi Bonelli di trovargli un lavoro se convincerà la figlia a desistere. Ma l'uomo, succube delle pretese della moglie, lo rifiuta. I due giovani continuano a vedersi di nascosto, ma quando Carla chiede a Pierino di sposarla, lui si tira indietro. Nel frattempo Luciano, stanco delle tensioni famigliari, decide di andarsene e si trasferisce a Roma, per il suo lavoro di giornalista.
Delusa ed irrequieta, Carla avvia una relazione con Ugo, un affarista senza scrupoli, diventato ricco con il contrabbando. Luigi, di fronte alla situazione di povertà che è causa del disprezzo della moglie e dell'allontanamento del figlio, accetta di lavorare per Ugo, facendogli in pratica da prestanome. La promessa di soldi facili sembra rasserenare i Bonelli, tanto che Emilia chiede al magistrato di lasciare la camera, non avendo più bisogno del denaro dell'affitto.
Circa un anno dopo Luigi viene coinvolto in un'inchiesta sugli affari di Ugo e scopre la relazione tra Ugo e Carla. Rendendosi conto del fallimento della sua vita, e capendo che Ugo gli ha dato una mano solo per poter sedurre Carla, si suicida aprendo il rubinetto del gas di casa, provocando così anche la morte della moglie e della figlia.
Il giudice Morandi, sconvolto, presenta le proprie dimissioni al procuratore, che tenta di dissuaderlo. Ma egli si dimostra irremovibile, perché convinto che le leggi che lui deve applicare non sono idonee a rendere giustizia. Non se la sente di condannare del tutto Orlando e non ha saputo far nulla per evitare la drammatica fine dei Bonelli. Sarà però un incontro con Maria a fargli cambiare idea, perché la ragazza gli manifesta con grande dignità il suo amore per Orlando, nonostante egli sia in prigione. Morandi capisce che deve battersi per la giustizia e decide di approfondire l'inchiesta, senza più dimettersi.

## Ambientazione
Il film è stato girato in gran parte a Genova. Nelle riprese esterne si scorgono alcuni scorci della città: all'inizio si vede il palazzo Ducale, sede in quegli anni del Tribunale. Altre scene sono state riprese in corso Aurelio Saffi, sui moli del bacino delle Grazie, in piazza Matteotti, ed alla stazione ferroviaria di Genova Piazza Principe. Altri esterni sono stati girati in Spagna, a Madrid Possiamo trovare El Madrid de los Austrias, Mercado de San Miguel, Templo de Debod, Jardines de Sabatini.

## Incasso
La pellicola ha incassato 133 milioni di lire dell'epoca.

## Critica
Il film ebbe un'accoglienza modesta dalla critica.
- su La Stampa del 15 ottobre 1959 G.M. scrisse "... ci sono, o ci sarebbero, almeno tre film....mancano le più vere vibrazioni, le necessarie sfumature, le benefiche incertezze, le opportune deviazioni. Tutto è inquadrato"[2]
- Vittorio Spinazzola su Cinema Nuovo del novembre 1959 definì il film "Macchinoso nell'intreccio narrativo e piuttosto schematico nella caratterizzazione dei personaggi" - [3]
- Meno negativo è Filippo Sacchi su "Epoca" del 25 ottobre 1959: " il suo  (di Luigi Zampa - n.d.r.) tocco umano ed intelligente comunica a questa materia cronachistica che non sarebbe di per sé mordente né originale un accento di serietà e di convinzione che lo pone al di sopra della solita produzione".[1]

## Curiosità
- Nel film ci sono due frasi significative e tipiche della realtà genovese: quando il Commissario di PS dice al Magistrato che indaga sull'aggressione che "il porto è una matassa" e quando la madre di Pierino, riferendosi alle famiglie ricche, dice a Luigi che "noi qui siamo abituati a sposarci tra di noi".